# Rønnede
Rønnede ist ein Ort auf der dänischen Insel Seeland. Er gehört zur Gemeinde Faxe in der Region Sjælland und zählt 2945 Einwohner (Stand 1. Januar 2025). Bis Dezember 2006 war Rønnede Sitz der Verwaltung der Rønnede Kommune.

## Entwicklung der Einwohnerzahl
| Jahr             | Einwohner |                          |
| ---------------- | --------- | ------------------------ |
| 9. November 1970 | 1196      | Kongsted og Rønnede byer |
| 1. Januar 1976   | 1817      |                          |
| 1. Januar 1981   | 1872      |                          |
| 1. Januar 1986   | 1975      |                          |
| 1. Januar 1990   | 2068      |                          |
| 1. Januar 1996   | 2058      |                          |
| 1. Januar 2000   | 2058      |                          |
| 1. Januar 2004   | 2277      |                          |
| 1. Januar 2008   | 2487      |                          |
| 1. Januar 2009   | 2487      |                          |
| 1. Januar 2010   | 2505      |                          |

## Verwaltungszugehörigkeit
- 1. April 1962 bis 31. März 1970: Landgemeinde Rønnede, Præstø Amt
- 1. April 1970 bis 31. Dezember 2006: Rønnede Kommune (deren Verwaltungssitz), Storstrøms Amt
- seit 1. Januar 2007: Faxe Kommune, Region Sjælland